# Archaeospheniscus wimani
Archaeospheniscus wimani es una especie extinta de pingüino. Es la especie más pequeña del género Archaeospheniscus, con entre 75-85 cm de alto, aproximadamente la talla de un pingüino juanito. Además es la especie más antigua del género, ya que sus restos se encontraron en estratos correspondientes al Eoceno medio y tardío (34-50 millones de años) de la formación de la meseta en la isla Seymour, de la Antártida. 
Su nombre científico conmemora a Carl Wiman, un científico de principios del siglo XX que estableció los fundamentos para la clasificación de los pingüinos prehistóricos.